# Рубинова, Евгения
Евгения Рубинова (род. 6 ноября 1977, Ташкент) — российская и немецкая пианистка.

## Биография
Родилась в семье профессиональных музыкантов. Училась в Академии имени Гнесиных, посещала летние мастер-классы у Владимира Крайнева и Алексея Любимова. Выступала с концертами в Москве, Санкт-Петербурге, Минске, Новосибирске, Ташкенте.
В 2000—2008 годах училась во Франкфуртской Высшей школе музыки у Льва Наточенного. C 2002 года концертировала в Германии, Австрии, Франции, Великобритании, США, Китае. В 2003 году стала лауреатом Международного конкурса пианистов в Лидсе. Является преподавателем по классу фортепиано в центре Леопольда Моцарта (Leopold-Mozart-Zentrum) в Аугсбурге.

## Репертуар
В репертуаре пианистки — прежде всего, композиторы-романтики (Шуман, Шуберт, Шопен, Бетховен, Брамс, Чайковский, Сен-Санс, Скрябин, Рахманинов). Исполняла также сочинения Баха, Моцарта, Прокофьева, Дютийё.

## Признание
Серебряная медаль Международного конкурса пианистов в Лидсе (2003), одного из самых престижных конкурсов в мире классической музыки.

## Преподавательская деятельность
Среди учеников Рубиновой — получивший международное признание пианист Евгений Коннов (р. 1992 в Ташкенте).